# Parafia św. Mikołaja w Dobrym Mieście
Parafia Świętego Mikołaja w Dobrym Mieście – parafia greckokatolicka w Dobrym Mieście, w dekanacie olsztyńskim eparchii olsztyńsko-gdańskiej. Założona w 1958 roku. Mieści się przy ulicy Olsztyńskiej.